# 密花拉拉藤
密花拉拉藤（学名：Galium pseudoasprellum var. densiflorum）为茜草科拉拉藤属下的一个变种。

## 扩展阅读
- 維基物種上的相關：密花拉拉藤